# ウィットコム・L・ジャドソン

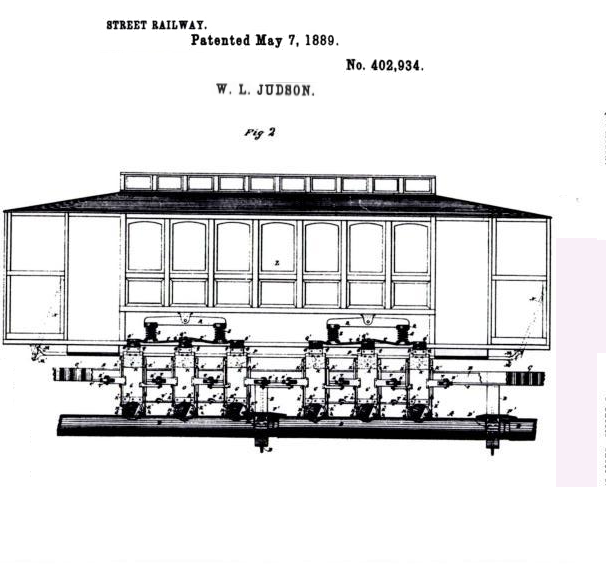
ジャドソンの鉄道関係の特許（1889年）

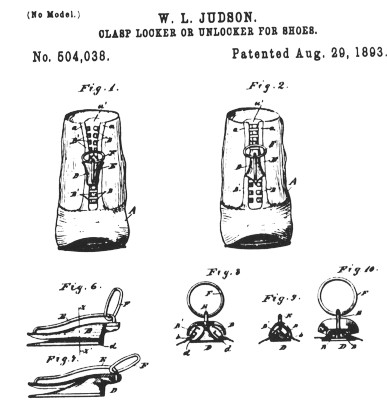
ジャドソンの元々の 'clasp locker' 特許（1893年）

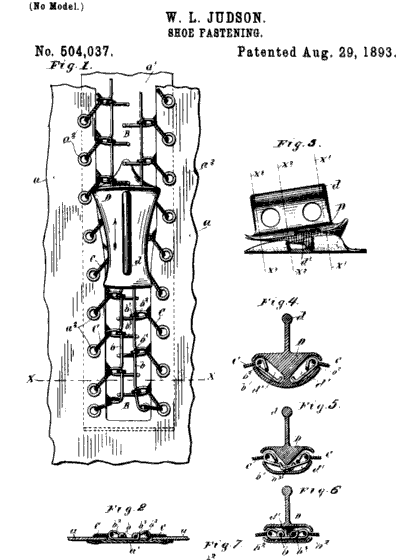
ジャドソンの改良版 'clasp-locker' ファスナー（1893年）

ウィットコム・L・ジャドソン（Whitcomb L. Judson、1844年頃 – 1909年）はアメリカ合衆国の機械販売員、機械工にして発明家である。

## 生涯

### 前半生
1844年頃、シカゴで生まれる。1860年の国勢調査の記録によると、イリノイ州で北軍に参加していた。1861年にはイリノイ州オナイダの第42イリノイ騎兵隊に名を連ねている。その後イリノイ州ゲイルズバーグでノックス大学に入学。1886年にはミネソタ州ミネアポリスにいたことが確認されている。1886年と1887年のミネアポリスの記録に、"traveling agent" として記録されており、おそらく Pitts Agicultural Works の巡回セールスマンとして働いていたと思われる。数年後、Harry Earl の Earle Manufacturing Company で働いている。もともと、セールスマンとして同社に様々な機械や器具を販売していた。

### 発明家として
ジャドソンが発明をするようになったのは1888年から1889年ごろのことである。当初は空気圧で動く街路鉄道（路面電車のようなものだが、電車ではない）関係の発明に集中しており、最初の特許は路面電車の機械的動作に関するものだった。1889年、圧縮空気で作動する鉄道というコンセプトに基づく特許を6件取得した。概念的にはケーブルカーに近いが、車両の下にピストンがある。似たようなシステムは19世紀を通して試みられたが、気密性の問題でいずれも失敗に終わっている。ジャドソンの発明も同様に実用化できず、成功したとはいえない。街路鉄道は結局、電気を使った路面電車として実現する。なお、Harry Earl は Judson Pueumatic Street Railway の発起人であった。1890年、彼らはワシントンD.C.でデモンストレーション用に約1マイルの路線を作っており、それは現在の Georgia Avenue にあった。それは数週間だけ運用され、技術的問題が発生したため中止された。ケーブル式鉄道の会社がその設備を購入し、ジャドソンのシステムが実用的でないことから路面電車に改造して使用した。
ジャドソンは16年間で30の特許を取得した。そのうち鉄道関係は14件で、その後 chain-lock 式ファスナーという重要な発明をした。

### ファスナーの発明
それは1890年の発明で、近代的ファスナーの先駆けとなったものである。ジャドソンはファスナーの発明者として一般に知られている。また、そのファスナーを安価に大量生産する自動機械も発明している。しかし、そのファスナーを実際に製造するには様々な技術的課題が残されていた。
ジャドソンの金属製ファスナーは "clasp-locker" と呼ばれていた。"clasp locker" は複雑なかぎホック型ファスナーで、ホックと小穴が並んでいて、"guide" を使ってそれを開いたり閉じたりできるものである。当初、靴ひもの代わりとして提案し、特許の中では他の用途としてコルセット、手袋、郵便袋も挙げ、「一般に柔軟な隣接する部分を取り外し可能にしたいところなら、どこでも」応用可能としていた。彼がこれを発明した理由の1つは、当時流行していた長いブーツで面倒なボタン留めを解消することだったと言われている。
ジャドソンの最初のファスナーの特許は1891年11月に申請された。当時米国特許商標庁は特許の実働品を要求せず、単なるアイデアのみでも特許として認めていた。しかし、審査官 Thomas Hart Anderson は靴用ファスナーの特許は既にいくつかあることから、ジャドソンの特許を却下しようとしていた。ジャドソンはそれに先駆けて、前の特許の申請から9カ月後に改良を加えた特許を申請した。
審査官はジャドソンが自身のアイデアの斬新性を証明するための例示を尽くしていなかったのだと考え始めた。結局、最終的な修正が行われた後、特許は改良版と共に1893年5月に承認された。最終的にこの2つの特許は同年8月29日、他の378件の特許と共に発効し、番号は U.S.P. 504,038 （1番目）と U.S.P. 504,037 （2番目）とされた。これらの特許には "clasp-locker" のいくつかのデザインが描かれている。相対する要素は同じ形になっており、"pintles"（軸）と "sockets"（ソケット）をかみ合わせることで閉じるようになっていた。ジャドソンは1896年に U.S.P. 557,207 という特許も取得しており、こちらのデザインは現代のファスナーに近くなっている。
| 「 | …各チェーンの各リンクには結合用の雄部分と雌部分が両方備わっていて、2つのチェーンを結合するとき、一方のチェーンの各リンクの雌部分がもう一方のチェーンの雄部分をかみ合わせられる。 | 」 |

1893年、ジャドソンは発明品をシカゴ万博に出展し、これが初の一般公開となった。その直後、Harry Earl や Lewis Walker と共にファスナー製造会社 Universal Fastener Company を創業。当初シカゴを本拠地としていたが、オハイオ州エリリアに移転。その後ペンシルベニア州カタソークア、さらにニュージャージー州ホーボーケンに移転している。社名も最終的に Automatic Hook and Eye Company に変更した。
当初 "clasp-locker" はあまり売れなかった。ジャドソンが生きている間は "clasp-locker" がファッションアイテムとして成功することはなかった。1905年、ジャドソンは改良版の "C-curity" 型ファスナーを作った。この改良版も以前のものと同様、意図しないときに開いてしまう欠点があった。衣料品会社がジャドソンのファスナーにあまり興味を示さなかったのは、それが原因と言われている。
ジャドソンはこの改良について次のように述べている。
| 「 | カムアクション・スライダーは私の以前の特許のロッカーとアンロッカーに多少類似しているが、従来のものは閉じるときと開けるときにそれぞれ別の器具を使った操作が必要だったのに対して、スライダーはファスナー上に常にくっついているよう設計した。 | 」 |

ジャドソンは特許の中で、靴を履いたり脱いだりする際にいちいちボタンを開け閉めする（あるいは靴ヒモを編んだり解いたりする）面倒さから人々を解放するために発明したとしている。特許 U.S.P. 557,207 には次のように書いてある。
| 「 | 上述のように、このデバイスを装備した靴は編み上げ靴特有の利点を全て備えていることは明らかである。一方で靴を履いたり脱いだりする際に、編み上げ靴の欠点である靴ひもを編んだり解いたりする面倒がなく、ヒモの長さが足りずに最後に結べないということも起きない。また、靴の中で靴下がたるんだとき、編み上げ靴ではいちいち靴ヒモを解いて編みなおす必要があるが、このデバイスであればどんな方式よりも迅速に靴を緩め、閉めることができる。 | 」 |

1913年、スウェーデン系アメリカ人技術者ギデオン・サンドバックがファスナーを改良した。ヨーロッパでも同じころ Catharina Kuhn-Moos が改良を行っている。サンドバックはジャドソンの設計をうまく改良し、これを "Talon" と称した。Automatic Hook and Eye Company は Hookless Fastener Company と改称。1937年には Hookless Fastener Company から Talon, Inc. となった。
1918年、アメリカ海軍向けの飛行服にはこのファスナーが使われた。このためジャドソンが創業した会社は大量の注文を受ける。さらにファスナーは手袋やタバコ入れにも使われるようになった。1923年、BFグッドリッチ社はゴム製オーバーシューズにファスナーを使うようになり、これを "Zipper" と称した。これが後にファスナーそのものを指す言葉となっていった。今日のファスナーは、ジャドソンの "clasp-locker" をサンドバックが改良したものとほぼ同じ設計である。